# Абел Тамата
Абел Тамата (нід. Abel Tamata, нар. 5 грудня 1990, Берген-оп-Зом) — нідерландський футболіст, захисник клубу «Гронінген».
Насамперед відомий виступами за клуби ПСВ та «Рода».

## Ігрова кар'єра
Народився 5 грудня 1990 року в місті Берген-оп-Зом. Вихованець юнацьких команд футбольних клубів «НАК Бреда» та ПСВ.
У дорослому футболі дебютував 2010 року виступами за команду клубу ПСВ, в якій провів два сезони, взявши участь у 12 матчах чемпіонату. 
У 2012 році приєднався на правах оренди до складу клубу «Рода», де провів один сезон.
До складу клубу ПСВ повернувся 2013 року. Наразі встиг відіграти за команду з Ейндговена 1 матч в національному чемпіонаті.